# Omar Dorsey
Omar J. Dorsey, född 22 december 1975 i Decatur, Georgia, är en amerikansk skådespelare.
Dorsey har bland annat medverkat i filmerna Selma och Halloween. Han har även medverkat i TV-serien Bookie.

## Filmografi (i urval)
- 2014 – Selma
- 2018 – Halloween
- 2019 – Harriet
- 2023 – Bookie (TV-serie)